# Willeman
Willeman est une commune française située dans le département du Pas-de-Calais en région Hauts-de-France.
La commune fait partie de la communauté de communes des 7 Vallées qui regroupe 66 communes et compte 29 425 habitants en 2022.

## Géographie

### Localisation
Localisée dans le sud du département du Pas-de-Calais, au cœur du pays des Sept Vallées, Willeman est un village niché dans la vallée de la Rivièrette, un affluent de la Canche. Ce cours d'eau conflue avec la Canche dans le village voisin de Wail, où il prend le nom de Wawette. La commune est située, à vol d'oiseau, à 7 km à l'est de la commune d'Hesdin-la-Forêt, à 13 km à l'ouest de la commune de Saint-Pol-sur-Ternoise (aire d'attraction) et à 30 km au sud-est de la commune de Montreuil-sur-Mer (chef-lieu d'arrondissement).
Le territoire de la commune est limitrophe de ceux de dix communes.
Les communes limitrophes sont Incourt, Fillièvres, Fresnoy, Humières, Linzeux, Neulette, Noyelles-lès-Humières, Œuf-en-Ternois, Vieil-Hesdin et Wail.

### Géologie et relief
La superficie de la commune est de 10,17 km2 ; son altitude varie de 42  à   110 mètres.

### Hydrographie
Le territoire de la commune est situé dans le bassin Artois-Picardie.
La commune est drainée par la Rivièrette, affluent de la Canche, d'une longueur de 3,41 km, qui prend sa source dans la commune de Willeman, se jette dans La Canche au niveau de la commune de Wail, et par le Vallière, petit cours d'eau de 1,26 km, qui prend sa source dans la commune de Fresnoy et termine sa course au niveau de la commune.

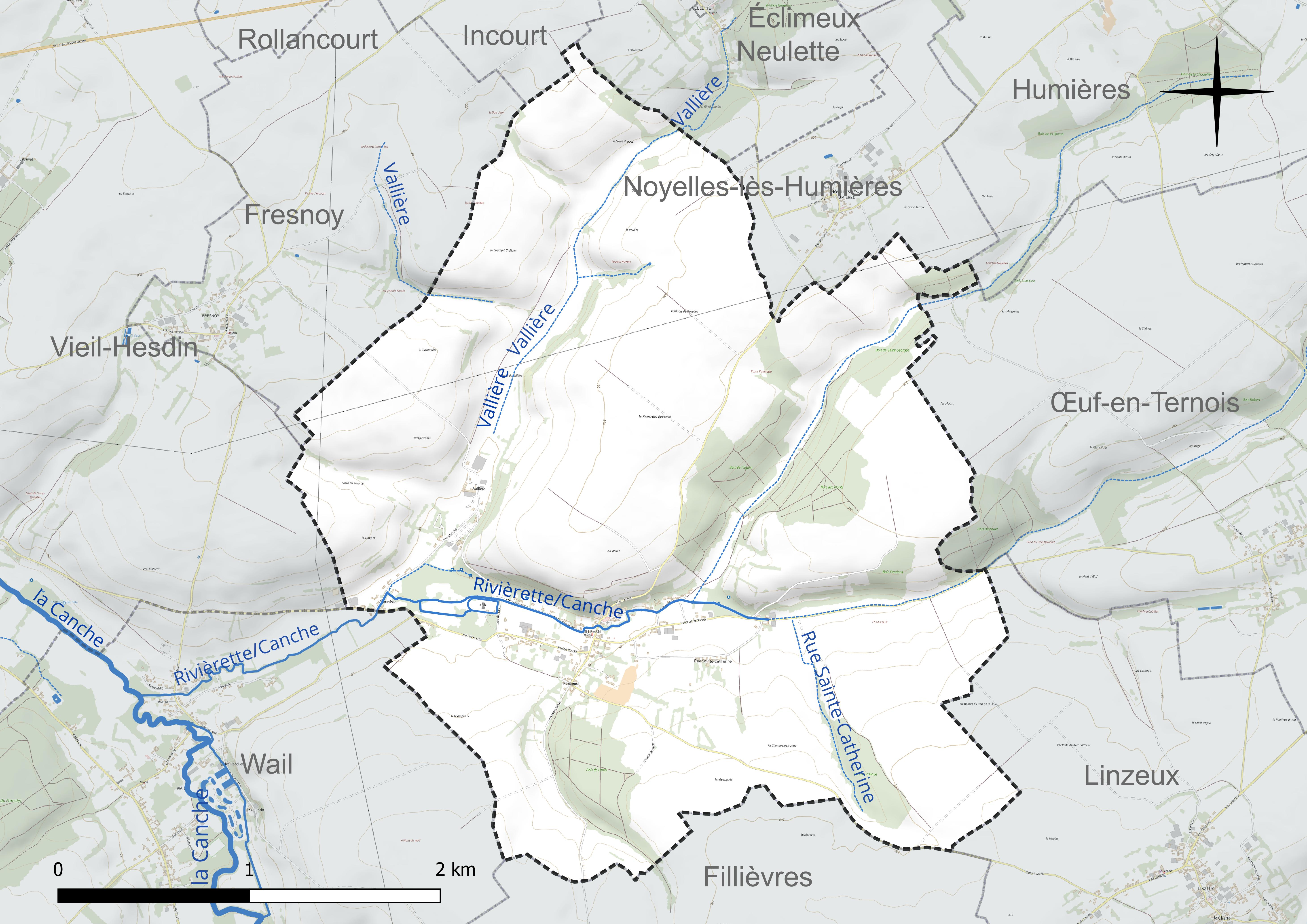
Réseau hydrographique de Willeman.

### Climat
Pour des articles plus généraux, voir Climat des Hauts-de-France et Climat du Pas-de-Calais.
En 2010, le climat de la commune est de type climat océanique altéré, selon une étude du CNRS s'appuyant sur une série de données couvrant la période 1971-2000. En 2020, Météo-France publie une typologie des climats de la France métropolitaine dans laquelle la commune est exposée à un climat océanique et est dans la région climatique Côtes de la Manche orientale, caractérisée par un faible ensoleillement (1 550 h/an) ; forte humidité de l’air (plus de 20 h/jour avec humidité relative > 80 % en hiver), vents forts fréquents.
Pour la période 1971-2000, la température annuelle moyenne est de 10,4 °C, avec une amplitude thermique annuelle de 13,5 °C. Le cumul annuel moyen de précipitations est de 854 mm, avec 12,6 jours de précipitations en janvier et 8,7 jours en juillet. Pour la période 1991-2020, la température moyenne annuelle observée sur la station météorologique la plus proche, située sur la commune de Humières à 5 km à vol d'oiseau, est de 10,9 °C et le cumul annuel moyen de précipitations est de 856,9 mm,. Pour l'avenir, les paramètres climatiques de la commune estimés pour 2050 selon différents scénarios d'émission de gaz à effet de serre sont consultables sur un site dédié publié par Météo-France en novembre 2022.
| Mois                                  | jan.           | fév.           | mars          | avril         | mai           | juin          | jui.          | août          | sep.          | oct.          | nov.          | déc.           | année      |
| ------------------------------------- | -------------- | -------------- | ------------- | ------------- | ------------- | ------------- | ------------- | ------------- | ------------- | ------------- | ------------- | -------------- | ---------- |
| Température minimale moyenne (°C)     | 1,6            | 1,6            | 3,5           | 5,6           | 8,1           | 11,2          | 13,1          | 13,3          | 11            | 8,6           | 5,2           | 2,7            | 7,1        |
| Température moyenne (°C)              | 4              | 4,3            | 7             | 10,3          | 12,7          | 16            | 18,1          | 18            | 15,4          | 11,9          | 7,8           | 5,1            | 10,9       |
| Température maximale moyenne (°C)     | 6,4            | 6,9            | 10,6          | 15            | 17,4          | 20,7          | 23            | 22,8          | 19,8          | 15,2          | 10,3          | 7,5            | 14,6       |
| Record de froid (°C) date du record   | −12,5 18.01.13 | −13,9 04.02.12 | −8,5 13.03.13 | −2,7 07.04.21 | −0,8 08.05.10 | 3,8 05.06.12  | 7 03.07.11    | 7 24.08.14    | 3,1 30.09.18  | −0,9 21.10.10 | −5,8 29.11.10 | −12,1 18.12.10 | −13,9 2012 |
| Record de chaleur (°C) date du record | 14,6 01.01.22  | 17,8 26.02.19  | 23,1 31.03.21 | 25,8 23.04.11 | 27,4 26.05.18 | 33,5 18.06.22 | 40,6 25.07.19 | 36,7 09.08.20 | 32,7 09.09.23 | 28,5 01.10.11 | 20,2 07.11.15 | 15,6 30.12.22  | 40,6 2019  |
| Précipitations (mm)                   | 76,7           | 66,2           | 58,9          | 44,2          | 55,2          | 56,9          | 66            | 75,7          | 63,8          | 88,8          | 103,6         | 100,9          | 856,9      |

### Paysages
Pour un article plus général, voir Paysage en France.
La commune s'inscrit dans les « paysages du Ternois » tels qu’ils sont définis dans l’atlas de paysages de la région Nord-Pas-de-Calais, conçu par la direction régionale de l'Environnement, de l'Aménagement et du Logement (DREAL),.
Ces paysages, qui concernent 138 communes avec trois pôles d’attraction que sont Hesdin-la-Forêt à l'ouest, Saint-Pol-sur-Ternoise à l’est et, dans une moindre mesure, Frévent en lisière sud, sont délimités par deux cours d’eau : la Canche au Sud et la Ternoise au Nord. Ces paysages sont composés de plateaux, de vallées et de bocages. Les plateaux du Ternois montrent une structure tabulaire assez plane et une altitude assez régulière avec des points culminants entre 150 et 160 m.
Le territoire d’une vingtaine de kilomètres du Nord au Sud et d’Est en Ouest, est traversé par la D 939 reliant Saint-Pol-sur-Ternoise à Hesdin-la-Forêt, par la D 912 entre Saint-Pol-sur-Ternoise et Frévent et par la ligne ferroviaire de Saint-Pol-sur-Ternoise à Étaples dans la vallée de la Canche. La position excentrée, en l’absence de grands axes autoroutiers ou ferrés structurants, a permis au Ternois de conserver un caractère rural et une certaine qualité de paysage.
Au niveau de l’occupation des sols, les surfaces cultivées sont omniprésentes sur les plateaux, avec majoritairement la culture de la betterave et de la pomme de terre, et représentent près de 72 % de la surface totale de ces paysages du Ternois, les espaces artificialisés, cantonnés dans les fonds de vallée, représentent 13 % et les surfaces boisées, présentes dans les deux principales vallées de la Ternoise et de la Canche, ne représentent que 6 %.

### Milieux naturels et biodiversité

#### Zone naturelle d'intérêt écologique, faunistique et floristique
L’inventaire des zones naturelles d'intérêt écologique, faunistique et floristique (ZNIEFF) a pour objectif de réaliser une couverture des zones les plus intéressantes sur le plan écologique, essentiellement dans la perspective d’améliorer la connaissance du patrimoine naturel national et de fournir aux différents décideurs un outil d’aide à la prise en compte de l’environnement dans l’aménagement du territoire.
Le territoire communal comprend une ZNIEFF de type 2 : la haute vallée de la Canche et ses versants en amont de Sainte-Austreberthe qui se situe dans le pays du Ternois. Il offre un relief de coteau abrupt au Nord et des pentes douces au Sud. Le fond de vallée est constitué de pâturages et de zones de cultures. Les versants les plus pentus et inaccessibles accueillent des boisements.

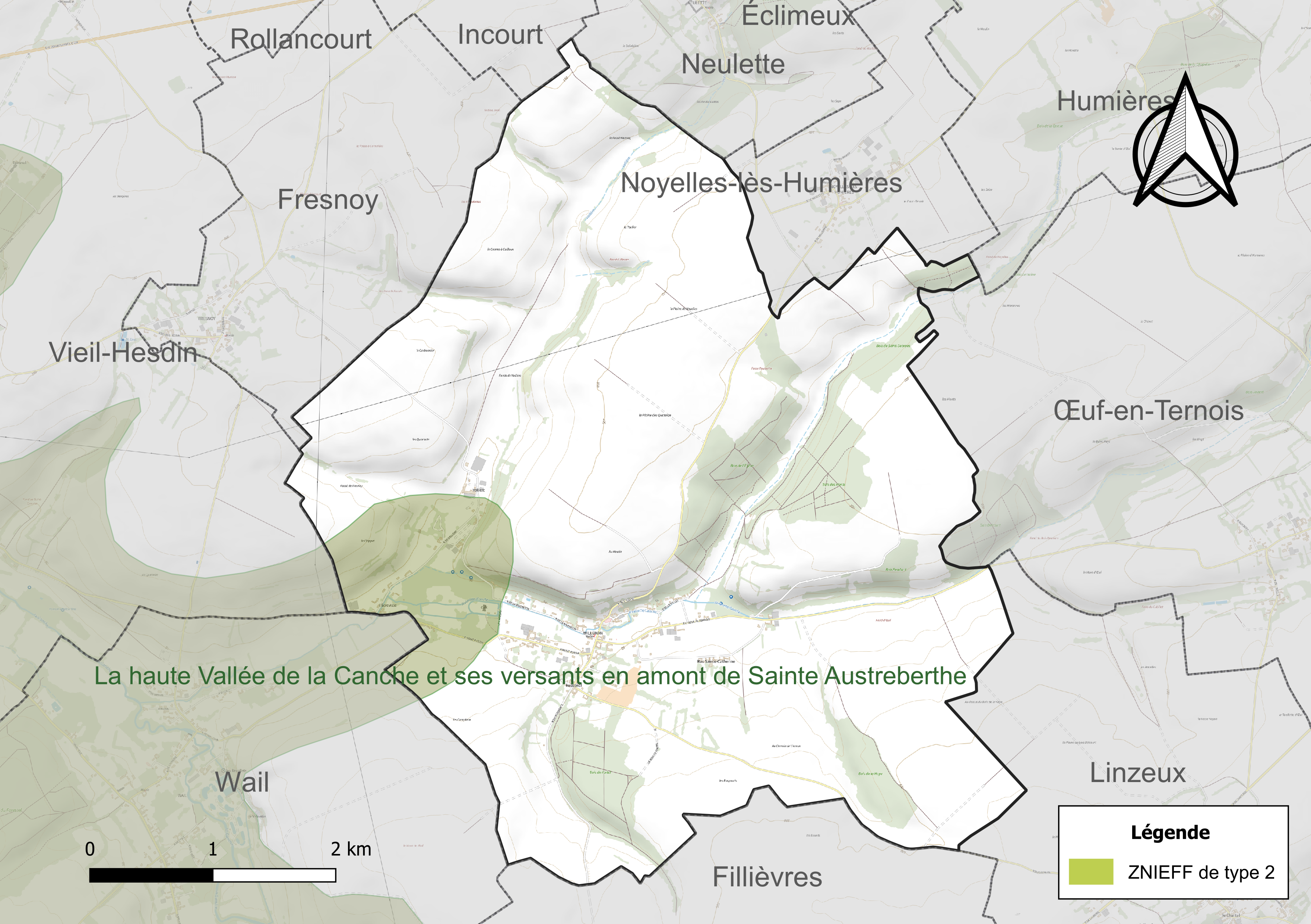
Carte de la ZNIEFF sur la commune.

## Urbanisme

### Typologie
Au 1er janvier 2024, Willeman est catégorisée commune rurale à habitat dispersé, selon la nouvelle grille communale de densité à sept niveaux définie par l'Insee en 2022.
Elle est située hors unité urbaine. Par ailleurs la commune fait partie de l'aire d'attraction de Saint-Pol-sur-Ternoise, dont elle est une commune de la couronne,. Cette aire, qui regroupe 72 communes, est catégorisée dans les aires de moins de 50 000 habitants,.

### Occupation des sols
L'occupation des sols de la commune, telle qu'elle ressort de la base de données européenne d’occupation biophysique des sols Corine Land Cover (CLC), est marquée par l'importance des territoires agricoles (87,8 % en 2018), une proportion sensiblement équivalente à celle de 1990 (88,2 %). La répartition détaillée en 2018 est la suivante : 
terres arables (67,5 %), prairies (20,2 %), forêts (9,8 %), zones urbanisées (2,5 %). L'évolution de l’occupation des sols de la commune et de ses infrastructures peut être observée sur les différentes représentations cartographiques du territoire : la carte de Cassini (XVIIIe siècle), la carte d'état-major (1820-1866) et les cartes ou photos aériennes de l'IGN pour la période actuelle (1950 à aujourd'hui).

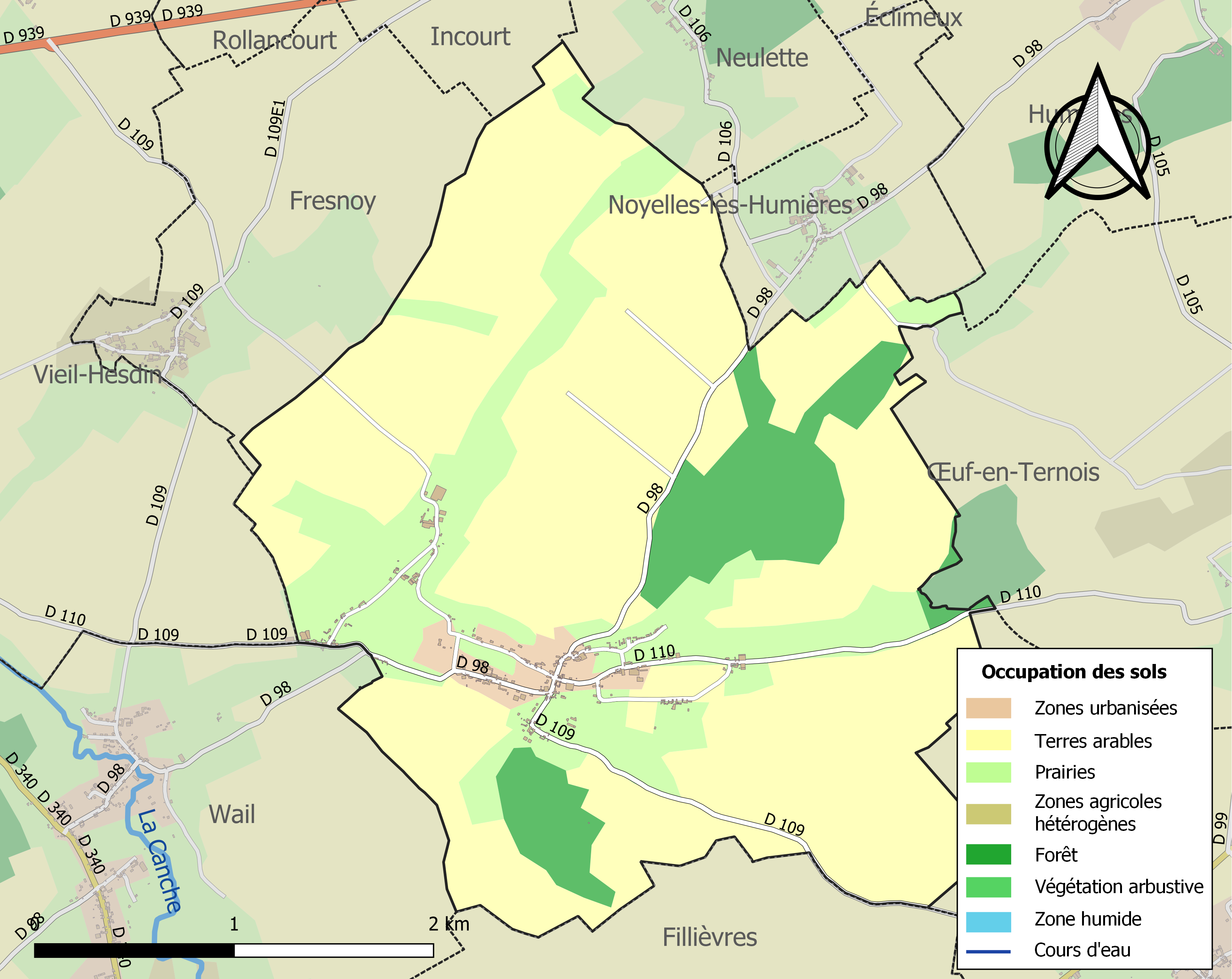
Carte des infrastructures et de l'occupation des sols de la commune en 2018 (CLC).

### Lieux-dits, hameaux et écarts
La commune est composée de plusieurs hameaux : Mont-Plaisir, Rossignol, Sainte Catherine, la Vallée et Vallières.

## Toponymie
Le nom de la localité est attesté sous les formes Vileman (1177) ; Villamain (1293) ; Villamania (1298) ; Vilemaing (1310) ; Villemanum (1321) ; Villemen (1375) ; Willemants (1518) ; Vile-Mand (1739) ; Willemant (1762) ; Vilmans (XVIIIe siècle).
Nom de personne d'origine germanique Willemann(us) pris absolument, willi (volonté) et man (homme).

## Histoire
Avant la Révolution française, Willeman (Villeman) est le siège d'une seigneurie. Celle-ci possède toute la justice seigneuriale. Elle dépend du roi en raison du château de Vieil-Hesdin. La seigneurie est érigée en marquisat en octobre 1761 par lettres données à Versailles, en l'unissant avec les fiefs de Tangri (Tingry?), Lillette-en Pipemont et Saint-Léger-en-Blangy, pour ne former qu'une seule terre sous le nom de Willeman.
Les armes actuelles de la commune dérivent de celles des derniers seigneurs du lieu, les Lhoste.

## Politique et administration

### Découpage territorial
La commune se trouve dans l'arrondissement de Montreuil du département du Pas-de-Calais.

#### Commune et intercommunalités
La commune est membre de la communauté de communes des 7 Vallées.

#### Circonscriptions administratives
La commune est rattachée au canton d'Auxi-le-Château.

#### Circonscriptions électorales
Pour l'élection des députés, la commune fait partie de la quatrième circonscription du Pas-de-Calais.

### Élections municipales et communautaires

#### Liste des maires
| Période                                  | Période                     | Identité            | Étiquette | Qualité                                                                      |
| ---------------------------------------- | --------------------------- | ------------------- | --------- | ---------------------------------------------------------------------------- |
| Les données manquantes sont à compléter. |                             |                     |           |                                                                              |
| avant 1951                               | ?                           | Édouard Hérard      | MRP       | Cultivateur                                                                  |
| mars 2001                                | 2008                        | Xavier Degrugillier |           |                                                                              |
| mars 2008                                | En cours (au 14 avril 2022) | Jean Provoyeur      |           | Ancien cadre Réélu pour le mandat 2014-2020, Réélu pour le mandat 2020-2026, |

## Équipements et services publics

### Espaces publics
La commune fait partie des villages labellisés Village Patrimoine, qui œuvrent à mettre en avant leurs patrimoines matériels et/ou immatériels (historique, culturel, naturel, architectural, etc.).

## Population et société

### Démographie

#### Évolution démographique
L'évolution du nombre d'habitants est connue à travers les recensements de la population effectués dans la commune depuis 1793. Pour les communes de moins de 10 000 habitants, une enquête de recensement portant sur toute la population est réalisée tous les cinq ans, les populations de référence des années intermédiaires étant quant à elles estimées par interpolation ou extrapolation. Pour la commune, le premier recensement exhaustif entrant dans le cadre du nouveau dispositif a été réalisé en 2006.

En 2022, la commune comptait 182 habitants, en stagnation par rapport à 2016 (Pas-de-Calais : −0,72 %, France hors Mayotte : +2,11 %).
| 1793 | 1800 | 1806 | 1821 | 1831 | 1836 | 1841 | 1846 | 1851 |
| ---- | ---- | ---- | ---- | ---- | ---- | ---- | ---- | ---- |
| 409  | 450  | 488  | 519  | 589  | 566  | 604  | 639  | 640  |

| 1856 | 1861 | 1866 | 1872 | 1876 | 1881 | 1886 | 1891 | 1896 |
| ---- | ---- | ---- | ---- | ---- | ---- | ---- | ---- | ---- |
| 609  | 584  | 585  | 545  | 530  | 502  | 489  | 471  | 463  |

| 1901 | 1906 | 1911 | 1921 | 1926 | 1931 | 1936 | 1946 | 1954 |
| ---- | ---- | ---- | ---- | ---- | ---- | ---- | ---- | ---- |
| 453  | 420  | 375  | 347  | 306  | 284  | 263  | 290  | 312  |

| 1962 | 1968 | 1975 | 1982 | 1990 | 1999 | 2006 | 2011 | 2016 |
| ---- | ---- | ---- | ---- | ---- | ---- | ---- | ---- | ---- |
| 267  | 240  | 228  | 217  | 200  | 155  | 173  | 178  | 182  |

| 2021 | 2022 | - | - | - | - | - | - | - |
| ---- | ---- | - | - | - | - | - | - | - |
| 182  | 182  | - | - | - | - | - | - | - |

#### Pyramide des âges
En 2018, le taux de personnes d'un âge inférieur à 30 ans s'élève à 28,5 %, soit en dessous de la moyenne départementale (36,7 %). À l'inverse, le taux de personnes d'âge supérieur à 60 ans est de 34,0 % la même année, alors qu'il est de 24,9 % au niveau départemental.
En 2018, la commune comptait 95 hommes pour 89 femmes, soit un taux de 51,63 % d'hommes, largement supérieur au taux départemental (48,50 %).
Les pyramides des âges de la commune et du département s'établissent comme suit.
| Hommes | Classe d’âge | Femmes |
| ------ | ------------ | ------ |
| 0,0    | 90 ou +      | 0,0    |
| 5,3    | 75-89 ans    | 9,1    |
| 26,6   | 60-74 ans    | 27,3   |
| 16,0   | 45-59 ans    | 15,9   |
| 24,5   | 30-44 ans    | 18,2   |
| 9,6    | 15-29 ans    | 13,6   |
| 18,1   | 0-14 ans     | 15,9   |

| Hommes | Classe d’âge | Femmes |
| ------ | ------------ | ------ |
| 0,5    | 90 ou +      | 1,6    |
| 5,6    | 75-89 ans    | 8,9    |
| 16,7   | 60-74 ans    | 18,1   |
| 20,2   | 45-59 ans    | 19,2   |
| 18,9   | 30-44 ans    | 18,1   |
| 18,2   | 15-29 ans    | 16,2   |
| 19,9   | 0-14 ans     | 17,9   |

## Culture locale et patrimoine

### Lieux et monuments

#### Monuments historiques

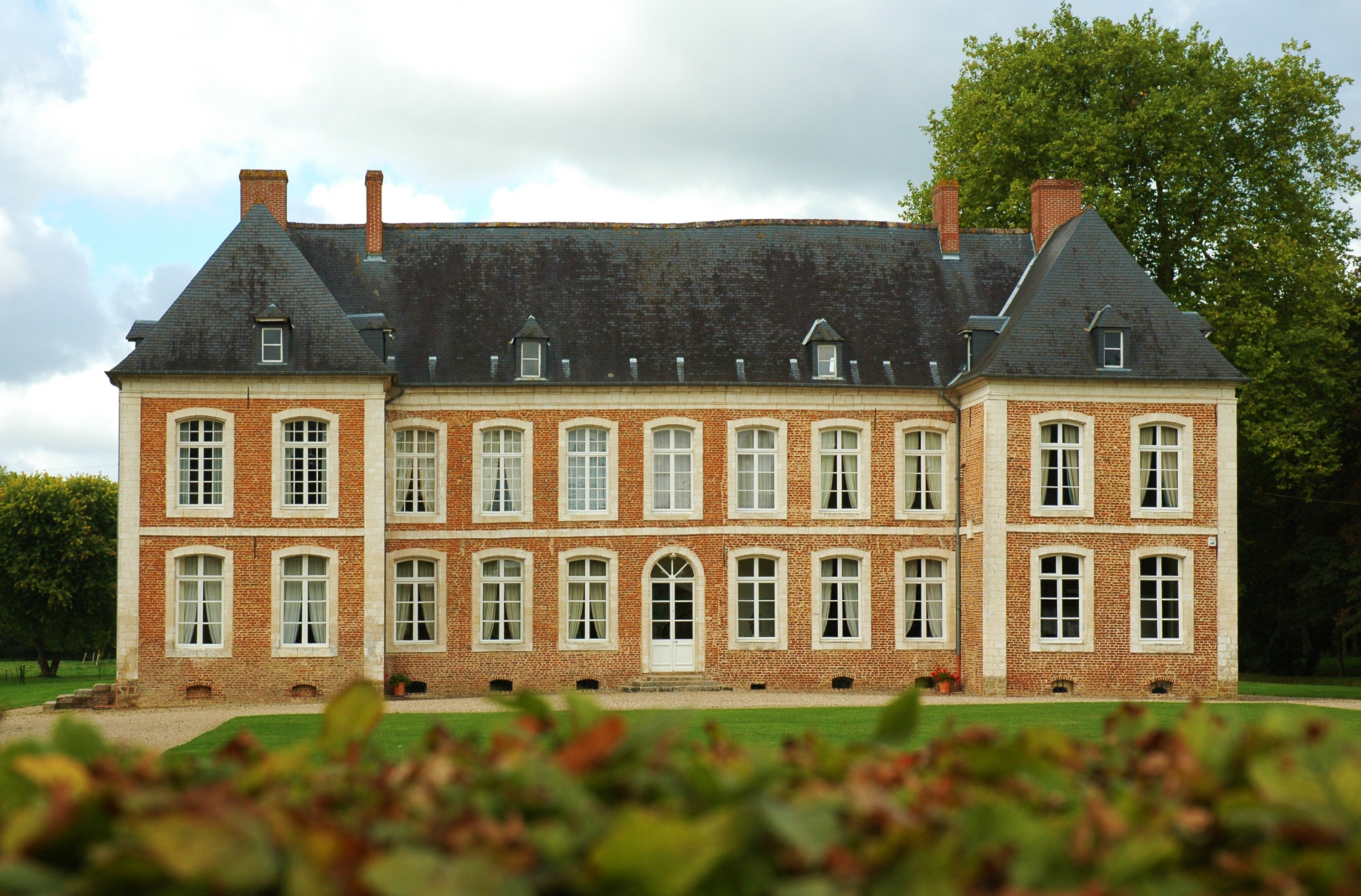
Le château de Willeman.

- Château : façades et toitures du château et du pigeonnier ; escalier avec sa rampe en bois. (cad. B 440) : inscription par arrêté du 2 juin 1976.
- Église Saint-Sulpice, clocher : classement par arrêté du 16 octobre 1906.

Renseignements issus de : Bases de données Ministère de la culture

### Personnalités liées à la commune
- François Jacques Lhoste, écuyer, seigneur de Willeman, sous-officier dans le régiment de Picardie, aurait  été tué à la bataille de Malplaquet d'un coup de feu[22], mais la date indiquée sur sa plaque funéraire ne correspond pas. La plaque funéraire de François Jacques et de son épouse Marie Marguerite Le Ricque figure dans l'église de Willeman et fait l'objet d'un classement au titre des Monuments historiques[35].
- Oudart François Lhoste, fils de François Jacques, seigneur de Willeman, épouse en 1723, Marie Jeanne de Fléchin, fille de François, marquis de Wamin[36].
- François Édouard Joachim Lhoste de Villeman, fils d'Oudart François, gentilhomme d'Artois, seigneur de Willeman est élevé marquis en octobre 1761 en récompense des services de ses ancêtres paternels et maternels et de ceux de son frère[22]. Il a épousé Élisabeth Bail dont toute la famille est au service du roi, son père et troisd e ses oncles y sont morts[22].
- Alexandre Lhoste, chevalier de Willeman, frère de François Édouard Joachim, est mort capitaine au régiment de Talarue, après s'être distingué à la bataille de Rocourt, à la bataille de Lawsfeld et au siège de Fribourg[22].

### Héraldique
| Armes de Willeman | Les armes de Willeman se blasonnent ainsi : d'argent à la bande échiqueté de gueules et d'argent de deux tires, au chef d'azur. |

## Pour approfondir